# Ant Raid
Ant Raid (укр. Напад мурах) — фінська відеогра для Android та iOS у стилі популярної серії ігор Plants vs Zombies, розроблена інді-студією Prank і випущена 6 липня 2011 року.

## Рецензії
Версія гри Ant Raid для iOS отримала рейтинг 90% на Metacritic на основі восьми відгуків від критиків.
Slide to Play відзначили: «Химерний і кумедний погляд на стратегічні ігри в реальному часі, з великою кількістю персонажів та творчих елементів».